# Ambasada Kenii w Rzymie
Ambasada Kenii w Rzymie – misja dyplomatyczna Republiki Kenii w Republice Włoskiej.
Ambasador Kenii w Rzymie oprócz Republiki Włoskiej akredytowany jest również w Republice Albanii, Republice Cypryjskiej, Republice Greckiej, Republice Malty, Rzeczypospolitej Polskiej oraz przy agencjach ONZ w Rzymie.